# Brüggemann György
Brüggemann György (Berlin, 1865 – Budapest, 1903. szeptember 5.) német származású magyar építész.

## Élete
Tanulmányainak elvégzése után 1885-ben Budapestre került, ahol Kauser József, Kallina Mór és Alpár Ignác építészek műtermében működött 1892-ig. Ekkor Fleischl Róbert építésszel társulva, 1894-ig több bérpalotát, többek közt az Első Leánykiházasító Egylet, Zion Egylet stb. nagykörúti palotáit tervezte. Később megszerezve a magyar honpolgárságot, egyedül működött. 
Fiatalon, alig 38 éves korában hunyt el 1903-ban. Barátai a Kerepesi úti temetőben levő sírját művészi emlékkel díszítették.

## Ismert művei
Fentebb felsorolt művei mellett tervei szerint épültek egyebek közt A Millenniumi Földalatti Vasút lejárócsarnokai közül a Deák-téri, valamint Andrássy úti lejárók (az Oktogon-tériek kivételével), és földalatti peronok, továbbá a városi villamos vasút dunaparti viaduktjai, a Klösz, Wünsch, Wörner stb. épületek.

## Egyéb irodalom
- Építő Ipar, 1895. 46—47. sz. (A budapesti útalatti villamos-vasút lejárói.)
- Erzsébet körút 26. lakóház